# シエスタ (1987年の映画)
『シエスタ』（原題: Siesta）は、1987年に公開されたアメリカ合衆国の映画。
メアリー・ランバート監督、エレン・バーキン、ガブリエル・バーン、ジョディ・フォスター出演。他にマーティン・シーン、イザベラ・ロッセリーニ、グレイス・ジョーンズ、ジュリアン・サンズ、アレクセイ・セイルが出演している。

## ストーリー
クレア（エレン・バーキン）は空港の片隅と思しき場所で目を覚ました。ワンピースの腹部にはべっとりと血が付いていたが、その理由も含め何も思い出す事が出来なかった。小川で血を洗い流し終えると、記憶を取り戻す行脚が始まる。やがて、彼女が演じるスカイダイビングのショーをプロデュースする夫デル（マーティン・シーン）を残して、手紙を寄こした嘗ての恋人オーガスティン（ガブリエル・バーン）に逢いに、ここスペインまでやってきた事を思い出していく。しかしオーガスティンや妻のマリー（イザベラ・ロッセリーニ）に邪険にあしらわれ、あてもなく彷徨い偶然知り合った写真家のキット（ジュリアン・サンズ）とナンシー（ジョディ・フォスター）とベッドを共にする。しかし2人がクレアを病院に送り込もうと画策している事を知り逃亡した。再びオーガスティンを訪ねたクレアは彼と激しく愛し合った。そこに突然現れた妻のマリーがナイフを持ちクレアに襲い掛かる。クレアは全てを思い出した。既に自分が殺されている事をも。そして今も腹部を血に染めたクレアの死体は空港に横たわっていた。

## キャスト
- エレン・バーキン: クレア
- ガブリエル・バーン: オーガスティン
- ジュリアン・サンズ: キット
- イザベラ・ロッセリーニ: マリー
- マーティン・シーン: デル
- アレクセイ・セイル（英語版）: キャビー
- グレイス・ジョーンズ: コンチータ
- ジョディ・フォスター: ナンシー
- アナスタシア・スタキス: デスドラ
- ゲイリー・キャディー: ロジャー

## 製作
パトリス・チャップリンの小説に基づき、パトリシア・ルイジアンナ・ノップが脚本を書いた。スペインで撮影され、ロリマー・モーション・ピクチャーズの配給により、1987年11月11日にニューヨークで封切られた。テーマはセックスと死。映画音楽は（デイヴィスと頻繁に共演していた）マーカス・ミラーが作・編曲し、ジャズ・トランペット奏者のマイルス・デイヴィスが演奏した。

## 評価
1988年、メアリー・ランバート監督は、インディペンデント・スピリット賞の新人作品賞にノミネートされた。
この映画は、アメリカン・フィルム誌の編集者スーザン・リンフィールドによって「本年のブルーベルベット」と賞賛された。ニューヨーク・タイムズの映画評論家であるジャネット・マスリンは「芸術を気取った実験的映画…魅惑的で、円熟したボヘミアン主義と悪戯精神に満ちた」と評した。